# Новошинська сільська рада
| Новошинська сільська рада — орган місцевого самоврядування у Долинському районі Івано-Франківської області з адміністративним центром у с. Новошин. 17.10.1954 облвиконком рішенням № 744 передав хутір Новий Мізунь з Новошинської сільської ради до Старомізунської сільської ради. Сільській раді підпорядковані населені пункти: - с. Новошин - с. Пшеничники |

## Склад ради
Рада складається з 18 депутатів та голови.

### Керівний склад ради
| ПІБ                          | Основні відомості                                                             | Дата обрання | Дата звільнення |
| ---------------------------- | ----------------------------------------------------------------------------- | ------------ | --------------- |
| Русаков Володимир Михайлович | Сільський голова, 1954 року народження, освіта, безпартійний                  | 26.03.2006   | 31.10.2010      |
| Курус Василь Васильович      | Сільський голова, 1979 року народження, освіта середня загальна, безпартійний | 31.10.2010   |                 |

Примітка: таблиця складена за даними джерела